# Balch Springs
Balch Springs é uma cidade localizada no estado norte-americano do Texas, no Condado de Dallas.

## Demografia
Segundo o censo norte-americano de 2000, a sua população era de 19.375 habitantes.
Em 2006, foi estimada uma população de 19.818, um aumento de 443 (2.3%).

## Geografia
De acordo com o United States Census Bureau tem uma área de 20,9 km², dos quais 20,9 km² cobertos por terra e 0,0 km² cobertos por água.

## Localidades na vizinhança
O diagrama seguinte representa as localidades num raio de 16 km ao redor de Balch Springs.